# 台湾のナンバープレート

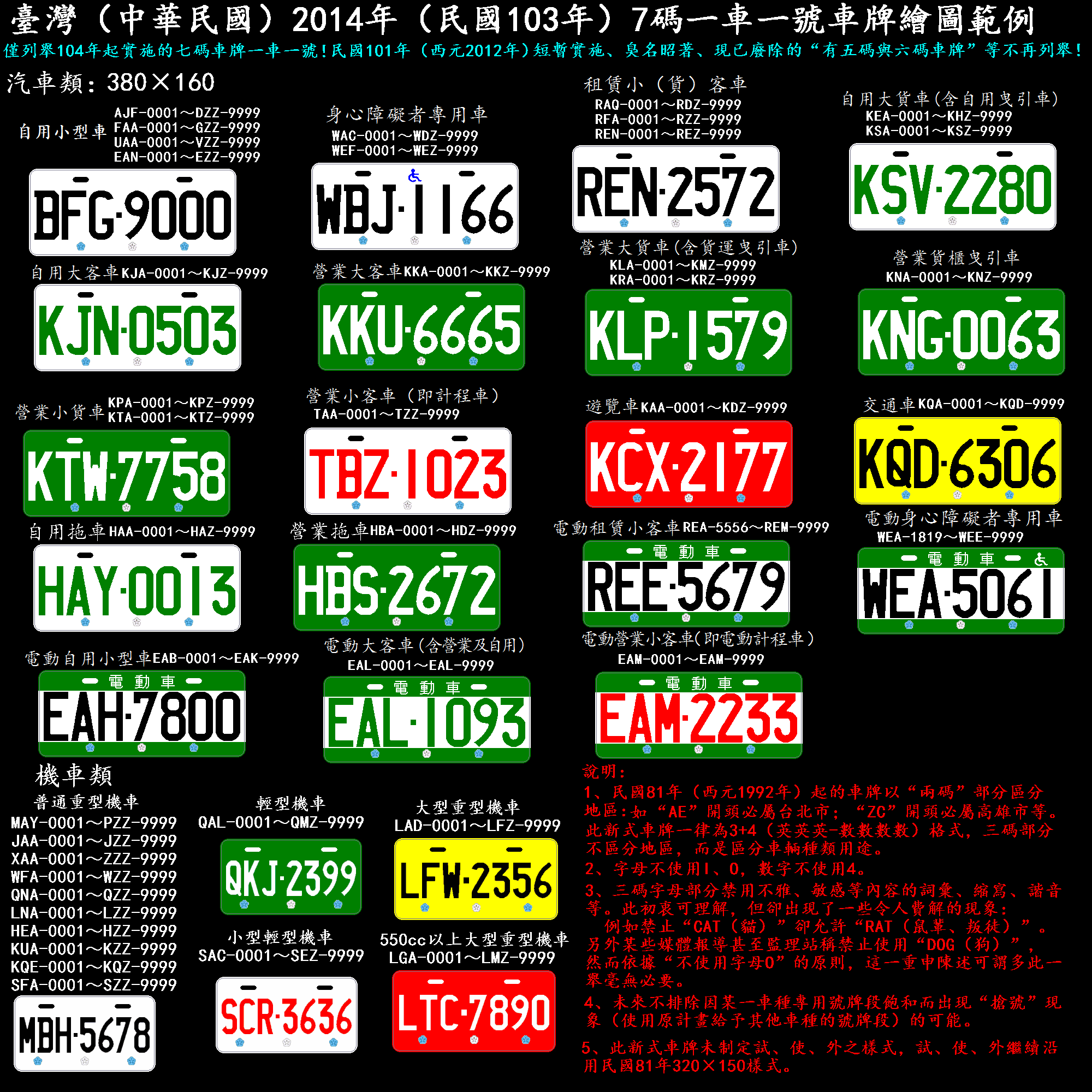
台湾のナンバープレート（2014年以降）

台湾のナンバープレート（たいわんのナンバープレート）では、台湾における自動車やオートバイなど車両用のナンバープレートについて記載する。
公路法や道路交通管理処罰条例、道路交通安全規則に基づき、車両の種類とナンバープレートのタイプが規定されている。2018年末では、一般的なナンバープレートは全部で29種類、特殊なものは8種類ある。主要管理者は交通部公路総局（Highways Bureau of MOTC）である。

## 使用中のナンバープレート

### 一般的なナンバープレート
| No. | 種別                                          | 種別紹介 | 7代目 （1992年）                                                   | 8代目 タイプ1 （2012年）                                | 8代目 タイプ2 （2014年）                                                                           |
| --- | --------------------------------------------- | --- | ------------------------------------------------------------------ | ------------------------------------------------------- | -------------------------------------------------------------------------------------------------- |
| 1   | 個人用小型車 （自用小型車）                   | 乗車定員が9名以下（幼児送迎用マイクロバスは24名）かつ車両総重量3.5 t以下の個人用乗用車、また車両総重量3.5 t以下の個人用貨物車は、この種別で登録される。（個人用車両とは、個人、会社、政府機関、グループなどに所属する非営業用の車両） | AB-0001                                                            | AAA-0001 AAA-DZZ FAA-QZZ SAA-VZZ XAA-ZZZ                | AJF-0001 AAA-DZZ FAA-GZZ UAA-VZZ EAN-EMZ                                                           |
| 2   | 個人用大型乗用車 （自用大客車）               | 乗車定員が10名以上（幼児送迎用マイクロバスは25名）または車両総重量3.5 t以上の個人用乗用車。 | BA-001 F2-001 9E-001 001-BA 001-F2                                 | PAA-001 PAA-PZZ                                         | KJA-0001 KJA-KJZ                                                                                   |
| 3   | 個人用大型貨物車 （自用大貨車）               | 車両総重量3.5 t以上の個人用貨物車。（個人用トラクターを含む） | BA-001 F2-001 9E-001 001-BA 001-F2                                 | AAA-001 AAA-DZZ                                         | KEA-0001 KEA-KHZ KSA-KSZ                                                                           |
| 4   | 身心障害者乗用車 （身心障礙者專用車）         | 身心障害者専用の小型乗用車。 [2002年12月16日から使用開始] | 0001-AB                                                            | WAA-0001 WAA-WDZ WFA-WZZ                                | WAC-0001 （タイプ1と同じ）                                                                         |
| 5   | 営業用小型乗用車 （營業小客車）               | 乗車定員が9名以下かつ車両総重量3.5 t以下の個人用乗用車、また車両総重量3.5 t以下の営業用乗用車。（運転士と幼児管理者を含む） | CA-001 B2-001 2A-001 001-CA 001-A2 001-2A                          | TAA-001 TAA-WZZ GAA-GZZ NAA-NZZ SAA-SZZ XAA-ZZZ JAA-JXZ | TAA-0001 TAA-TZZ                                                                                   |
| 6   | 営業用小型貨物車 （營業小貨車）               | 車両総重量3.5 t以下の営業用貨物車。 | AB-001 A6-001 8E-001 FA-A01 001-AB 001-G2                          | QAA-001 QAA-RZZ                                         | KPA-0001 KPA-KZZ                                                                                   |
| 7   | 営業用大型乗用車 （營業大客車）               | 乗車定員が10名以上または車両総重量3.5 t以上、全国の指定ルートで営業する乗用車。 | AB-001 A6-001 8E-001 FA-A01 001-AB 001-G2                          | FAA-001 FAA-FZZ                                         | KKA-0001 KKA-KKZ                                                                                   |
| 8   | 営業用大型貨物車 （營業大貨車）               | 車両総重量3.5 t以上の営業用貨物車。 | AB-001 A6-001 8E-001 FA-A01 001-AB 001-G2                          | LAA-001 LAA-MZZ                                         | KLA-0001 KLA-KMZ KRA-KRZ                                                                           |
| 9   | 営業用トラクター （營業貨櫃曳引車）           | すべての営業用トラクター。 | AB-001 A6-001 8E-001 FA-A01 001-AB 001-G2                          | HAA-001 HAA-HZZ                                         | KNA-0001 KNA-KNZ                                                                                   |
| 10  | レンタル用小型乗用車 （租賃小型車）           | 乗車定員が9名以下かつ車両総重量3.5 t以下のレンタル用乗用車。 | AA-0001                                                            | RAA-0001 RAA-RDZ RFA-RFZ                                | RAQ-0001 追加 REN-REZ                                                                              |
| 11  | 交通バス （交通車）                           | 乗車定員が10名以上または車両総重量3.5 t以上、所属管理地域の指定ルートで営業する乗用車。 | DD-001                                                             | JYA-001 JYA-JZZ                                         | KQA-0001 KQA-KQD                                                                                   |
| 12  | ツアーバス （遊覽大客車）                     | 乗車定員が10名以上または車両総重量3.5 t以上、全国の指定ルート外で営業する乗用車。 | AA-001                                                             | KAA-001 KAA-KZZ                                         | KAA-0001 KAA-KDZ                                                                                   |
| 13  | 個人用トレーラー （自用拖車）                 | すべての個人用トレーラー。 | EA-01 (I) A2-01 (II) 2A-01 (III) 01-AA (IV) 01-A2 (V) 01-2A (VI)   | AA-001 AA-GZ                                            | HAA-0001 HAA-HAZ                                                                                   |
| 14  | 営業用トレーラー （營業拖車）                 | すべての営業用トレーラー。 | AA-A1 (IV*) AA-AA (V) AA-Q2 (VI*) AA-2A (VII) （I~IIIは13.と同じ） | HA-001 HA-ZZ                                            | HBA-0001 HBA-HBZ                                                                                   |
| 15  | 電動個人用小型車 （電動自用小型車）           | 乗車定員が9名以下（幼児送迎用マイクロバスは24名）かつ車両総重量3.5 t以下の電動個人用乗用車、また車両総重量3.5 t以下の電動個人用貨物車。 [2010年8月1日から使用開始]                                                                    | 0001-E2 *E2（1セクションのみ） 0001~9700                           | EAA-0001 EAA-EZZ                                        | EAB-0001 EAB-EAK                                                                                   |
| 16  | 電動レンタル用小型車 （電動租賃小型車）       | 乗車定員が9名以下かつ車両総重量3.5 t以下の電動レンタル用乗用車。 [2010年8月1日から使用開始] | 9701-E2 *E2（1セクションのみ） 9701~9999                           | REA-0001 REA-REZ                                        | REB-0001 REA-REM                                                                                   |
| 17  | 電動営業用小型乗用車 （電動營業小客車）       | 乗車定員が9名以下かつ車両総重量3.5 t以下の個人用乗用車、また車両総重量3.5 t以下の電動営業用乗用車。（運転士と幼児管理者を含む） [2010年8月1日から使用開始]                                                                            | 001-H2 *H2-*H3                                                     | EPA-001 EPA-EZZ                                         | EAM-0001 EAM（1セクションのみ）                                                                    |
| 18  | 電動身心障害者乗用車 （電動身心障礙者專用車） | 身心障害者専用の電動小型乗用車。 [2012年12月17日から使用開始] | （なし）                                                           | WEA-0001 WEA-WEZ                                        | WEB-0001 WEA-WEE                                                                                   |
| 19  | 電動営業用大型乗用車 （電動營業大客車）       | 乗車定員が10名以上または車両総重量3.5 t以上、全国の指定ルートで営業する電動乗用車。 [2010年8月1日から使用開始] | 001-FV *FV（1セクションのみ）                                      | EAA-001 EAA-EZZ                                         | EAL-0001 EAL（1セクションのみ）                                                                    |
| 20  | 大型バイク I （大型重型機車 I）               | I. 排気量が550 ccを超える二輪バイク。 II. 電動モーターと制御装置の最大出力が54 HP以上の二輪および三輪バイク。（2017年末まで） [2007年7月1日から使用開始]                                                                              | AA-01 AA-ZZ                                                        | AA-001 AA-ZZ                                            | LGA-0001 LGA-LMZ                                                                                   |
| 21  | 大型バイク II （大型重型機車 II）             | I. 排気量が250 ccから550 ccまでの二輪バイク。 II. 電動モーターと制御装置の最大出力が40 HPから54 HPまでの二輪および三輪バイク。（2017年末まで） [2007年7月1日から使用開始]                                                             | 001-AAA                                                            | LAA-0001 LAA-LZZ                                        | LAD-0001 LAD-LFZ                                                                                   |
| 22  | 普通バイク （普通重型機車）                   | I. 排気量が50 ccから250 ccまでの二輪および三輪バイク。 II. 電動モーターと制御装置の最大出力が5 HPから40 HPまでの二輪および三輪バイク。（2017年末まで）                                                                                | AAA-001 A22-001 AA2-001 F2A-001 2FA-001 001-BAA                    | AAA-0001 AAA-KZZ MAA-PZZ TAA-ZZZ                        | MAY-0001 MAA-PZZ / JAA-JZZ XAA-ZZZ / WFA-WZZ QNA-QZZ / LNA-LZZ HEA-HZZ / KUA-KZZ KQE-KQZ / SFA-SZZ |
| 23  | 普通スクーター （普通輕型機車）               | I. 排気量が50 cc以下の二輪および三輪バイク。 II. 電動モーターと制御装置の最大出力が1.34 HPから5 HPまで、または最大出力が1.34 HP以下、でも最高速度が45 km/hを超える二輪および三輪バイク。（2017年末まで）                              | DAA-001 QA2-001 001-QAA                                            | QAA-0001 QAA-RZZ                                        | QAL-0001 QAA-QMZ                                                                                   |
| 24  | 小型スクーター （小型輕型機車）               | 電動モーターと制御装置の最大出力が1.34 HP以下、かつ最高速度が45 km/h未満の二輪および三輪バイク。 [2007年6月1日から2017年12月29日まで使用]                                                                                             | 001-SAA *SAA-*SZZ                                                  | SAA-0001 SAA-ZZZ                                        | SAC-0001 SAA-SEZ                                                                                   |
| 25  | 電動大型バイク I （電動大型重型機車 I）       | 電動モーターと制御装置の最大出力が54 HP以上の二輪および三輪バイク。 [2018年1月2日から使用開始] | （なし）                                                           | （なし）                                                | EMA-0001 EMA（1セクションのみ）                                                                    |
| 26  | 電動大型バイク II （電動大型重型機車 II）     | 電動モーターと制御装置の最大出力が40 HPから54 HPまでの二輪および三輪バイク。 [2018年1月2日から使用開始] | （なし）                                                           | （なし）                                                | EMB-0001 EMB-EMC                                                                                   |
| 27  | 電動普通バイク （電動普通重型機車）           | 電動モーターと制御装置の最大出力が5 HPから40 HPまでの二輪および三輪バイク。 [2018年1月2日から使用開始] | （なし）                                                           | （なし）                                                | EMD-0001 EMD-EVZ                                                                                   |
| 28  | 電動普通スクーター （電動普通輕型機車）       | 電動モーターと制御装置の最大出力が1.34 HPから5 HPまで、または最大出力が1.34 HP以下であっても、最高速度が45 km/h以上の二輪および三輪バイク。 [2018年1月2日から使用開始]                                                                | （なし）                                                           | （なし）                                                | EWA-0001 EWA-EZM                                                                                   |
| 29  | 電動小型スクーター （電動小型輕型機車）       | 電動モーターと制御装置の最大出力が1.34 HP以下、かつ最高速度が45 km/h未満の二輪および三輪バイク。 [2018年1月2日から使用開始] | （なし）                                                           | （なし）                                                | EZN-0001 EZN-EZZ                                                                                   |

### 特殊なナンバープレート
| No. | 種別                                  | 種別紹介 | 7代目 （1992年）         |
| --- | ------------------------------------- | --- | ------------------------ |
| 30  | テスト車両 （測試車輛）               | 自動車製造業者、輸入業者、教育機関などによって製造または輸入され、試験に使用される車両。（国道走行禁止）                                           | 試1001                   |
| 31  | 軍用車両 （軍用車輛）                 | 中華民国国軍所属の軍事目的で使用される車両。（主要管理者は国防部で、公路総局ではない）                                                             | 軍A-90001                |
| 32  | 駐台外国機関車両 （外國駐台機構車輛） | 台湾に駐在している外国の在外公館および弁事処で使用される車両、なお、台湾には外国領事館がないため、「領」表記のプレートは実際には使用されていない。 | 使 101 外 0001 / 外 0151 |
| 33  | 大型重型建設機械 （大型重型動力機械） | 車両総重量75 t以上の建設機械。 | 機械ZA-01                |
| 34  | 普通重型建設機械 （重型動力機械）     | 車両総重量が42 tから75 tまでの建設機械、または車両総重量42 t以下、車両サイズが道路交通安全規則第38条の大型貨物車の基準を超える建設機械。           | 機械MA-01                |
| 35  | 普通建設機械 （普通動力機械）         | 車両総重量42 t以下、かつ車両サイズが道路交通安全規則第38条の大型貨物車の基準以下の建設機械。                                                       | 機械AA-01                |
| 36  | 農業用機械 （農業機械）               | 農業用トラクター、ハーベスタ、自走式噴霧車などの公道走行可能な四輪以上農業用機械。 [2012年から使用開始]                                            | A0-0001                  |
| 37  | 車両一時許可 （臨時通行車輛）         | 公式に登録しない車両または輸出入車両の一時走行許可。                                                                                               | 臨A00001                 |